# Ethan Allen (U-Boot)
Die Ethan Allen, auch USS Ethan Allen (Kennung: SSBN-608 / SSN-608), war ein atomgetriebenes U-Boot mit ballistischen Raketen und Typschiff der gleichnamigen Klasse der United States Navy, das von 1961 bis 1983 in Dienst stand. Sie wurde nach Ethan Allen, einem Freiheitskämpfer aus der Zeit des Amerikanischen Unabhängigkeitskrieges, benannt.

## Geschichte
SSBN-608 wurde 1958 in Auftrag gegeben. Am 14. September 1959 wurde das Boot bei Electric Boat auf Kiel gelegt. Nach einer Bauzeit von gut über einem Jahr lief sie vom Stapel und wurde am 22. November 1960 von Mrs. Robert H. Hopkins getauft, einer Nachfahrin Allens. Im August 1961 wurde die Ethan Allen unter dem Kommando von Commander P. L. Lacy, Jr., und Commander W. W. Behrens, Jr., in Dienst gestellt.
Am 6. Mai 1962 feuerte die Ethan Allen im Rahmen der Operation Dominic eine Mittelstreckenrakete vom Typ UGM-27B Polaris A2 ab. Der Frigate Bird genannte Test war der einzige Test einer voll funktionsfähigen Submarine-launched ballistic missile in der Geschichte der US Navy.
Nachdem das Boot anfänglich in Europa stationiert war, wurde es nach dem Eintreten der Boote der Lafayette-Klasse in den 1970er Jahren in den Pazifik verlegt. Dort operierte die Ethan Allen, bis sie am 1. September 1980 nach dem Übereinkommen SALT I zum Jagd-U-Boot SSN-608 umklassifiziert wurde und vorwiegend in U-Jagd-Übungen eingesetzt wurde.
1983 wurde die Allen schließlich außer Dienst gestellt und bis 1999 im Ship-Submarine Recycling Program in der Puget Sound Naval Shipyard abgebrochen.

## Ethan Allen in Film und Buch
In Tom Clancys Roman Jagd auf Roter Oktober spielt die Ethan Allen eine wichtige Rolle. Sie wird im Buch unter Wasser gesprengt, um die Versenkung des titelgebenden sowjetischen SSBNs vorzutäuschen. Im gleichnamigen Film kommt sie allerdings nicht vor.